# Elaphoglossum sprucei
Elaphoglossum sprucei är en träjonväxtart som först beskrevs av Bak., och fick sitt nu gällande namn av Friedrich Ludwig Diels. Elaphoglossum sprucei ingår i släktet Elaphoglossum och familjen Dryopteridaceae. Inga underarter finns listade.